# Чемпіонат острова Сан-Ніколау з футболу
Чемпіонат острова Сан-Ніколау з футболу або Liga Insular de São Nicolau — чемпіонат острова Сан-Ніколау з футболу, який було створено приблизно в 1980-их рр. Переможець кожного розіграшу чемпіонату острова виступає в Чемпіонаті Кабо-Верде кожного сезону.

## Історія
Чемпіонат острова був утворений у 1980-их роках. За цей час три клуби розділили між собою чемпіонські титули. Ультрамаріна в Чемпіонаті перемагала 11 разів, Атлетіку — 6, а Дешпортіву — 3. Ультрамаріна перемагала в чемпіонаті раз на два роки у період з 2007 по 2015 роки.

## Формат турніру
Як і впопередньому чемпіонааті, в сезоні 2015-16 років беруть участь 8 клубів, буде зіграно 14 турів, кожна команда чемпіонату зустрінеться зі своїм суперником вдома та на виїзді.

## Команди-учасниці чемпіонату в сезоні 2015/16 років
- Академіка да Прегуїка
- Жовенш Амігуш
- Атлетіку
- Белу Хоріжонте
- Прая Бранка
- Дешпортіву
- Талью
- Ультрамаріна

## Переможці
- 1986/87 : Атлетіку
- 1988-90: невідомо
- 1990/91 : Дешпортіву
- 1992-93: невідомо
- 1993/94 : Атлетіку
- 1994/95 : Атлетіку
- 1995/96 : Атлетіку
- 1997-98 : невідомо
- 1998/99 : Ультрамаріна
- 1999/00 : Атлетіку
- 2000/01 : Ультрамаріна
- 2001/02 : Атлетіку
- 2002/03 : Ультрамаріна
- 2003/04 : Ультрамаріна
- 2004/05 : Дешпортіву
- 2005/06 : Ультрамаріна
- 2006/07 : Ультрамаріна
- 2007/08 : Дешпортіву
- 2008/09 : Ультрамаріна
- 2009/10 : Дешпортіву
- 2010/11 : Ультрамаріна
- 2011/12 : Атлетіку
- 2012/13 : Ультрамаріна
- 2013/14 : Атлетіку
- 2014/15 : Ультрамаріна

## Чемпіонства по клубах
| Клуб         | Перемог     | Переможні роки                                                   |
| ------------ | ----------- | ---------------------------------------------------------------- |
| Ультрамаріна | 11 в списку | 1996, 1999, 2001, 2003, 2004, 2006, 2007, 2009, 2011, 2013, 2015 |
| Атлетіку     | 7 в списку  | 1987, 1994, 1995, 2000, 2002, 2012, 2014                         |
| Дешпортіву   | 4 в списку  | 1991, 2005, 2008, 2010                                           |